# 트로피컬 루즈! 프리큐어
《트로피컬 루즈! 프리큐어》(일본어: トロピカル～ジュ! プリキュア 트로피카르 루~즈! 푸리큐아[*] 영어: Tropical Rouge!-Precure)는 도에이 애니메이션 제작의 애니메이션이다.

## 개요
- 아사히 방송 및 TV 아사히 계열국을 통해 2021년 2월 28일부터 2022년 1월 30일까지 방영되었다.
- 프리큐어 시리즈 통상 18번째 작품이자, 16대 프리큐어에 해당되는 작품이다.
- 테마는 바다, 화장이다.
- 대한민국에서는 기존의 14번째인 아라모드에서 17번째인 힐링굿까지 네 작품을 방영하지 않고 18번째인 이 작품을 2021년 10월 11일부터 2022년 2월 28일까지 대원방송 계열에서 방영되었다.

## 줄거리
나, 《나츠우미 마나츠》! 봄부터 도시의 중학교에 다니는 중학교 1학년!
고향 섬에서 이사 온 날 바다에서 비밀스런 만남이 있었어. 그 애 이름은 《로라》라고 해, 사실은... "인어"야!
바다 속에 있는 《인어의 나라 그랑 오션》은 어두운 바다 밑에 사는 《미루기 마녀》에게 《의욕 파워》를 빼앗기고 다들 의욕이 없어졌어. 인간의 의욕 파워까지 빼앗기면 세계는 큰일이야...!
그래서 로라는 《전설의 전사 프리큐어》를 찾으러 혼자서 지상으로 왔대.
그런 가운데, 지상에 나타난 미루기 마녀의 하인에게 로라가 잡혀 대위기!
「나에게 《지금, 가장 중요한 것》은! 바로...!」 메이크업으로 트로피컬 체인지해서 의욕 전개! 전설의 전사 프리큐어 《큐어 서머》로 변신!
프리큐어에, 학교에, 동아리에! 다 같이 트로피컬하게!

## 방송 일시
| 방송 채널      | 방송일                            | 방송 시간 |
| -------------- | --------------------------------- | --------- |
| TV 아사히 계열 | 2021년 2월 28일 ~ 2022년 1월 30일 | 종료      |
| 아사히 방송    | 2021년 2월 28일 ~ 2022년 1월 30일 | 종료      |

## 등장인물

### 프리큐어
나츠우미 마나츠(한여름)/큐어 서머(일본어: 夏海 まなつ / キュアサマー)
성우 - 파이루즈 아이 / 장경희
색깔 -      하얀색×                             무지개색(     분홍색)
본작의 주인공. 여름의 프리큐어. 아버지와 둘이 미나미노 섬에서 살았다가 중학생이 되면서 어머니가 있는 아오조라 시로 오게 되었다.
스즈무라 산고(남수정)/큐어 코랄(일본어: 涼村 さんご / キュアコーラル)
성우 - 하나모리 유미리 / 김연우
색깔 -      보라색
산호의 프리큐어. 화장품 가게를 운영하는 어머니와 함께 살고 있으며 마나츠와 같은 학교에 입학하게 되면서 친구가 된다.
이치노세 미노리(노열매)/큐어 파파야(일본어: 一之瀬 みのり / キュアパパイア)
성우 - 이시카와 유이 / 김채린
색깔 -      노란색
과일의 프리큐어. 마나츠의 한 학년 선배로 공부를 잘하는 우등생이다. 평상시에는 안경을 착용하고 있으나 프리큐어로 변신할 때는 맨 얼굴로 나오고 성격도 바뀌게 된다.
타키자와 아스카(홍나래)/큐어 플라밍고(일본어: 滝沢 あすか / キュアフラミンゴ)
성우 - 세토 아사미 / 김보민
색깔 -      빨간색
플라밍고의 프리큐어. 마나츠의 두 학년 선배로 마나츠가 불량배들과 마주하였을 때 그녀를 구하기 위해 나타났으며 로라가 프리큐어로 스카웃을 하였을 때 처음에 거절하였다가 프리큐어로 변신한 후배들을 보고 프리큐어로 각성하게 된다.
로라/큐어 라메르(일본어: ローラ / キュアラメール)
성우 - 히다카 리나 / 이유리
색깔 -      물색(     분홍색)
인어들이 사는 나라인 '그랑 오션'에서 오게 된 인어 소녀. 미루기 마녀의 침공으로 여왕의 명령을 받고 프리큐어를 찾기 위해 아오조라 시에 오게 된다. 17화부터는 큐어 라메르로 변신한다.

### 그랑 오션
쿠루룬(쿠루룽)(일본어: くるるん)
성우 - 타나카 아이미 / 성예원
색깔 -      분홍색
로라와 함께 그랑 오션에서 온 바다 요정.
인어의 여왕(일본어: 人魚の女王)
성우 - 사사키 유코 / 김보민
그랑 오션의 여왕. 미루기 마녀의 침공을 받으면서 전설의 프리큐어를 찾기 위해 로라를 인간 세계로 파견한다. 37화에서 본명이 공개되는데 멜리진 뮤제스 므네모시네(일본어: メルジーヌ・ミューゼス・ムネモシュネ)라고 한다.

### 미루기 마녀
아토마와시 마녀†(미루기 마녀)(일본어: あとまわしの魔女)
성우 - 이가라시 레이 / 박경혜
미루기 마녀 조직을 이끄는 수장으로 추정되는 악의 조직 보스.
버틀러†(버틀러)(일본어: バトラー)
성우 - 코마츠 후미노리 / 임채빈
해마 모습을 하고 있는 악당으로 2인자로 추정. 직책은 집사.
촌기레(싹둑싹둑)(일본어: チョンギーレ)
성우 - 시로쿠마 히로시 / 정의택
꽃게 모습을 하고 있는 악당. 직책은 쉐프.
누메리(미끄덩)(일본어: ヌメリー)
성우 - 와타나베 아케노 / 이은조
해삼 모습을 하고 있는 악당. 직책은 주치의.
엘다(엘더)(エルダ)
성우 - 타카가키 아야히 / 신나리
새우 모습을 하고 있는 악당. 직책은 메이드.

야라네다(하지 않을랭)(일본어: ヤラネーダ)/젠젠 야라네다(몽땅 하지 않을랭)(일본어: ゼンゼンヤラネーダ)/
젯타이 아라네다(절대 하지 않을랭)(일본어: 絶対にヤラネーダ)/초 젯타이 야라네다(슈퍼 절대하지 않을랭)(일본어: 超 絶対にヤラネーダ)
성우 - 미카지리 노조미 / 성예원, 이은조, 이세레나, 신나리(4인 순회 연기), 권다예(절대 하지 않을랭부터), 손정민, 이주은(슈퍼 절대하지 않을랭부터)
본작의 소환 마물. 이후 젠젠 야라네다, 젯타이 야라네다, 초(超) 젯타이 야라네다로 진화한다.
코와슨다(다부술랭)
성우 - 미카지리 노조미 / 이세레나
야라네다에 이어서 버틀러가 새롭게 소환한 마물. 기존 야라네다와 별개의 마물이며 미루기 마녀가 과거 파괴의 마녀로 있던 시절부터 존재했다.

### 나츠우미 일가
나츠우미 타이요(한태양)(일본어: 夏海 大洋)
성우 - 하라다 아키라 / 이주승
마나츠의 아버지. 미나미노 섬에서 딸인 마나츠와 지내다가 마나츠가 중학생이 되자 부인이자 마나츠의 어머니가 있는 아오조라 시로 보내면서 배웅을 해준다.
나츠우미 아오이(하푸름)(일본어: 夏海 碧)
성우 - 기 료코 / 이은조
마나츠의 어머니. 아오조라 시에 있는 수족관의 직원이며 남편, 딸과 떨어져 살았다가 마나츠가 중학생이 되어서 아오조라 시로 오게 되면서 함께 살게 된다.

### 스즈무라 일가
스즈무라 미유키(정미유)(일본어: 鈴村 みゆき)
성우 - 키타니시 쥰코 / 성예원
산고의 어머니. 화장품 가게 프리티 홀릭을 운영하고 있으며 우아한 패션 스타일의 중년 여성이다.

### 이치노세 일가
이치노세 나루미(노열매의 어머니)(일본어: 一之瀬 なるみ)
성우 - 타카하시 미카코 / 신나리
미노리의 어머니. 한국어 더빙판에서는 본명 대신 노열매의 어머니로 나온다.

### 타키자와 일가
타키자와 하루야(홍청기)(滝沢 晴瑠也)
성우 - 카토 마사유키 / 이주승
아스카의 아버지. 26화에서 처음으로 등장하였으며 딸인 아스카가 다니는 아오조라 중학교 학생 출신이다. 현직 아오조라 중학교 교장과는 학교 동창이자 친구.

### 아오조라 중학교(푸른하늘 중학교)
사쿠라가와 사키(홍매화)(일본어: 桜川 咲)
성우 - 토쿠이 소라 / 이세레나
마나츠가 다니는 학교의 담임 교사. 트로피컬부 고문도 겸하고 있다.
시라토리 유리코(백유리)(일본어: 白鳥 百合子)
성우 - 후쿠하라 아야카 / 성예원
마나츠의 학교 학생회장으로 마나츠의 두 학년 선배이자 아스카의 동급생.
시라이시 키리코(장리호)(일본어: 白石 きりこ)
성우 - 히로마츠 세리카 / 신나리
마나츠가 다니는 학교 동급생.
코마치 나오미(우나미)(일본어: 小町 なおみ)
성우 - 마츠모토 사라 / 성예원
마나츠의 학교 동급생
쿠와노 유미(노유미)(일본어: 桑野 ゆみ)
성우 - 우치무라 쿠미코 / 이은조
마나츠의 학교 동급생.
카쿠타 마사미(강정미)(일본어: 角田 正美)
성우 - 오오츠보 유카 / 이은조
아오조라 중학교의 풍기위원장. 로라가 인어라는 것을 알게 되어서 트로피컬부를 전격 조사하게 된다.
코모리 이즈미(서샘물)(일본어: 小森 いずみ)
성우 - 스기야마 리호 / 이은조
아오조라 중학교의 방송위원. 미노리와 같은 반의 급우이다.
하야시 유키에(유지혜)(일본어: 林田 ゆきえ)
성우 - 코바시 사토미 / 이세레나
아오조라 중학교의 방송위원이자 음향부 엔지니어.
미즈시마 에이코(김수영)(일본어: 水島 泳子)
성우 - Lynn / 신나리
아오조라 중학교 수영부의 부장. 인간이 되어서 유학생으로 전학을 온 로라가 수영에 자신있는 모습을 보고 스카웃을 제안하였다.
나카가와 시오리(김은별)(일본어: 仲天 詩織)
성우 - 아마노 사토미 / 신나리
아오조라 중학교 1학년 여학생으로 천문에 관심이 있어서 학교 천문부 홍보를 하기 위해 전단지를 나눠준다.
이치조 리카(최민영)(일본어: 一条 里香)
성우 - 노구치 유리코 / 이세레나
아오조라 후임 학생회장 선거에 출마한 여학생으로 유리코의 후임으로 신임 학생회장으로 당선된다. 원래 아오조라 중학교 학생회 부회장이었다.

### 졸업생
타카츠키 하루나(이예봄)(일본어: 高月 春奈)
성우 - 마츠모토 사라 / 이세레나
아오조라 중학교 졸업생.
유우노 나츠오(서바다)(일본어: 友野 夏緒)
성우 - 우치무라 후미코 / 성예원
아오조라 중학교 졸업생.
키리시마 아키호(도가을)
아오조라 중학교 졸업생.
하라다 미후유(은설아)
아오조라 중학교 졸업생.

### 그 외의 인물들
히라바야시 마후네(배정아)(일본어: 平林 まふね)
성우 - 니시 히로코 / 신나리
마나츠의 어머니가 일하는 수족관의 관장.
야마베 유나(이유나)(일본어: 山辺 ゆな)
성우 - 타카하시 미나미 / 신나리
마나츠의 학교에 영화 촬영을 위해 오게 된 신인 영화배우. 아오조라 시내에서 변장을 하고 다니는 중에 마나츠와 만난다.
토미 할머니(신예분)(일본어: とみ婆)
성우 - 이마이즈미 요코 / 이세레나
마나츠의 고향인 미나미노 섬의 장로. 섬에 사는 아이들에게 섬에서 내려오는 인어의 전설을 들려준다.
사쿠라가와 사키 선생님의 아버지(홍매화 선생님의 아버지)(일본어: 桜川先生のお父さん)
성우 - 우가키 히데나리 / 정의택
마나츠의 학교 담임인 사키 선생의 아버지. 시골에 살고있으며 사과 농사를 짓고 있다. 딸의 학교 수업 참관을 위해 아오조라 시에 온다.
코니(コニー)(코니)
성우 - 츠치다 히로시 / 원종준
아오조라시 패션쇼를 감독하는 패션 디자이너. 산고의 어머니와 아는 사이로 산고를 보고 패션쇼 런웨이 모델로 출연해달라는 제안을 한다.
이오리(いおり)(효린)
성우 - 와타나베 사유미 / 이세레나
산고와 함께 패션쇼에 출연하는 베테랑 모델.
코치(コーチ)(미정)
성우 - 마사아키 이하라
시라토리 유리코가 추천 입학을 목표로 한 명문 학원인 피닉스 학원의 테니스부 코치.

### 선대 프리큐어
아그네테/큐어 오아시스(일본어: アウネーテ / キュアオアシス)
성우 - 나카하라 마이 / 강희선
색깔 -      녹색
본작 29화에서 마나츠의 꿈에서 등장한 프리큐어. 마지막에 프리큐어들 앞에 나타나서 미루기 마녀가 된 마녀를 구해달라는 말을 하고 사라진다. 버틀러가 이미 알고있다. 37화에서 인어의 여왕 므네모시네와 통신으로 만나서 얘기한다. 42화에서는 마나츠가 고래 야라네다에게 납치되자 환영으로 조우한다. 43화에서 인간 모습으로도 나오는데 본명은 아그네테이다. 처음에 미루기 마녀가 파괴의 마녀로 있을 때 인간들의 공격을 받은 상처를 보고 치료를 해주었으나 나중에 프리큐어로 각성하였을 때 그녀가 파괴의 마녀라는 것을 알면서 서로 싸우게 되었지만 미루기 마녀가 싸움을 멈추고 내일하겠다고 수백년 동안 미루게 되는 바람에 그 싸움을 끝으로 세상을 떠나게 되어서 영혼으로 나온다.

### 하트캐치 프리큐어!(본작 33화 출연)
하나사키 츠보미/큐어 블로섬 (일본어: 花咲 つぼみ / キュアブロッサム)
성우 - 미즈키 나나 / 이보희
색깔 -      분홍색
쿠루미 에리카/큐어 마린(일본어: 来海 えりか / キュアマリン)
성우 - 미즈사와 후미에 / 김하영
색깔 -      하늘색
묘도인 이츠키/큐어 선샤인(일본어: 明堂院 いつき / キュアサンシャイン)
성우 - 쿠와시마 호우코 / 김나율
색깔 -      노란색
츠키카게 유리/큐어 문라이트(일본어: 月影 ゆり / キュアムーンライト)
성우 - 히사카와 아야 / 김민정
색깔 -      보라색

### 특별출연
나고미 유이/큐어 프레셔스(일본어: 和実 ゆい / キュアプレシャス)
성우 - 히시카와 하나
차기작인 딜리셔스 파티♡프리큐어의 주인공. 본작 46화의 에필로그에서 선행출연.

## 등장 아이템
트로피컬 팩트
본작의 변신 아이템.
하트 루즈 루트
루즈 형태의 스틱 무기 아이템.
머메이드 포트
작중에서 로라와 쿠루룬이 지내는 향수병 모양의 포트. 인어의 특성상 지상에서 지낼 때 주로 이 곳에서 생활하고 소통한다.
오션 프리즘 미러
로라가 그랑 오션의 여왕 후보로서 가지는 아이템.
머메이드 아쿠아 팩트
로라가 프리큐어로 변신하게 될 때 쓰이는 전용 아이템.

## 설정
아오조라 시(푸른하늘 시)(일본어: あおぞら市)
본작의 무대가 되는 도시.
미나미노 섬(일본어: 南乃島)
나츠우미 마나츠의 고향.
그랑 오션(일본어: グランオーシャン)
인어의 나라.
미루기 마녀(일본어: あとまわしの魔女)
본작의 악의 조직. 어두운 해저에 살고 있다.
아오조라 중학교(푸른하늘 중학교)
프리큐어들이 다니는 중학교이자 본작에 나오는 학교.
트로피컬 부(部)
마나츠가 신설한 학교 동아리. 아스카가 부장이지만 실질적으로는 마나츠가 주도한다. 인어 때는 임시부원으로 있던 로라가 인간으로 변신하며 학교에 다니면서 정식 멤버가 되었다.
| 직책 | 이름                                               |
| ---- | -------------------------------------------------- |
| 부장 | 타키자와 아스카                                    |
| 멤버 | 나츠우미 마나츠 스즈무라 산고 이치노세 미노리 로라 |
| 고문 | 사쿠라가와 사키(마나츠, 산고, 로라 반 담임)        |

## 관련 정보
2020년 11월 25일에 잡지를 통해 타이틀이 공개되었고 11월 27일에 공식 사이트가 오픈되었으며 2020년 12월 1일에 본 상표를 등록했고 12월 26일 사이트가 개편되면서 정보가 공개되었다.

## 제작진

### 일본어판
- 원작 : 토도 이즈미
- 만화: 카미키타 후타코
- 프로듀서 : 사토 유우, 타나카 아키라, 토네 리카, 무라세 아키
- 시리즈 디렉터 : 츠치다 유타카
- 시리즈 구성 : 요코타니 마사히로
- 캐릭터 디자인 : 나카타니 유키코
- 미술 감독 : 이마이 미키
- 미술 디자인: 이마이 미키
- 색채 설계 : 야나기사와 쿠미코
- 음악 : 테라다 시호
- 애니메이션 제작 : 도에이 애니메이션
- 제작 : 아사히 방송 테레비, ABC 애니메이션, ADK 이모션즈, 도에이 애니메이션
- 저작권 : ABC ADK 도에이 애니메이션

### 한국어판
- 기획 심상백
- 수입,배급 송경아 손송희 김한솔
- 최지연 장아름 고혜윤 이서영
- 편성 정현식 김솔샘 김은정
- 김한솔 김도영
- 운행 김인경 백지연 이동영
- OAP 배정민 김효정 박찬경 박규미
- 번역 김보람
- 녹음,믹싱 이성수
- 편집 조혜민
- 조연출 정영진
- 녹음연출 김세중
- 연출 김세중

## 주제가

### 일본어판
오프닝 테마 <Viva! Spark! 트로피컬 루즈! 프리큐어>
가수 - Machico / 작사 - 오모리 쇼코 / 작곡 - EEFY / 편곡 - EEFY
첫 번째 엔딩 테마 <트로피컬 I・N・G>(1화-16화)
가수 - 요시타케 치하야 / 작사 - 코다마 사오리 / 작곡 - 우마세 미사키 / 편곡 - 우마세 미사키
두 번째 엔딩 테마 <동경해 Go My Way!!>(17화-)
가수 - 키타가와 리에, 요시타케 치하야 / 작사 - 코다마 사오리 / 작곡 · 편곡 - 우마세 미사키, 호리모토 리쿠

### 한국어판
오프닝 : Viva! Spark! 트로피컬 루즈! 프리큐어
노래 : 대원방송 10기 성우 이은조
트랙 번호/길이 : 5/1분 29초

엔딩(#1) : 트로피컬 I.N.G
노래 : 대원방송 10기 성우 성예원
트랙 번호/길이 : 34/1분 29초

엔딩(#2) : 동경하라 Go My Way!!
노래 : 대원방송 10기 성우 이은조
트랙 번호/길이 : 20/1분 29초

## 방영 목록
- 방송일자는 왼쪽은 일본의 아사히 방송, 오른쪽은 대한민국의 대원방송 기준이다.
- 우리말 번역 제목은 대원방송 기준으로 한다.

| 화수       | 제목                                                                                       | 방송일(일본)     | 방송일[애니박스](대한민국) |
| ---------- | ------------------------------------------------------------------------------------------ | ---------------- | -------------------------- |
| 01         | トロピカれ! やる気全開! キュアサマー! 트로피컬해라! 의욕 뿜뿜! 큐어 서머!                  | 2021년 2월 28일  | 2021년 10월 11일           |
| 02         | まなつとローラ! どっちの大事が一番大事? 여름과 로라! 누구의 일이 더 중요해?                | 2021년 3월 7일   | 2021년 10월 11일           |
| 03         | 自分を信じて! キュートいっぱい! キュアコーラル! 자신을 믿고! 귀여움 한도 초과! 큐어 코랄!  | 2021년 3월 14일  | 2021년 10월 11일           |
| 04         | はじけるキュアパパイア! これが私の物語! 톡톡 터지는 큐어 파파야! 이것이 나의 이야기!       | 2021년 3월 21일  | 2021년 10월 18일           |
| 05         | 先輩参上! 燃えろ! キュアフラミンゴ! 선배 등장! 타올라라! 큐어 플라밍고!                    | 2021년 3월 28일  | 2021년 10월 18일           |
| 06         | 今はじまる! その名は、トロピカる部! 지금부터 시작이다! 이름하여, 트로피컬부!               | 2021년 4월 4일   | 2021년 10월 18일           |
| 07         | やってくる! 海の妖精くるるん! 깜짝 손님! 바다의 요정 쿠루룽!                               | 2021년 4월 11일  | 2021년 10월 25일           |
| 08         | 初めての部活! お弁当でトロピカっちゃえ! 첫 번째 동아리 활동! 도시락으로 트로피컬하자!      | 2021년 4월 18일  | 2021년 10월 25일           |
| 09         | メイクは魔法? 映画でトロピカる! 메이크업은 마법? 영화로 트로피컬!                          | 2021년 4월 25일  | 2021년 10월 25일           |
| 10         | やる気重ねて! プリキュア! ミックストロピカル!! 의욕을 한데 모아! 프리큐어! 믹스 트로피컬!! | 2021년 5월 2일   | 2021년 11월 1일            |
| 11         | もりあがれ! 海辺のサンドアート! 신나게 즐기는! 바닷가 샌드아트!                            | 2021년 5월 9일   | 2021년 11월 1일            |
| 12         | 没収! アクアポットは校則違反!? 압수! 아쿠아 포트는 교칙 위반!?                             | 2021년 5월 16일  | 2021년 11월 1일            |
| 13         | ドタバタ校内放送! 響け、人魚の歌! 우당탕탕 교내방송! 울려 퍼져라 인어의 노래!              | 2021년 5월 23일  | 2021년 11월 8일            |
| 14         | おまかせ! 保育園でトロピカ先生! 자신만만! 어린이집에서 트로피컬 선생님!                    | 2021년 5월 30일  | 2021년 11월 8일            |
| 15         | みのりがローラで、ローラがみのり!? 열매가 로라고 로라가 열매!?                             | 2021년 6월 6일   | 2021년 11월 8일            |
| 16         | 魔女の罠! 囚われたローラ! 마녀의 함정! 사로잡힌 로라!                                      | 2021년 6월 13일  | 2021년 11월 15일           |
| 17         | 人魚の奇跡! 変身! キュアラメール! 인어의 기적! 변신! 큐어 라메르!                          | 2021년 6월 20일  | 2021년 11월 15일           |
| 18         | 歩くよ! 泳ぐよ! ローラの初登校! 걷고 수영하고! 로라의 첫 등교!                             | 2021년 6월 27일  | 2021년 11월 22일           |
| 19         | まなつパニック! 学校の七不思議! 한여름 패닉! 학교 7대 불가사의!                            | 2021년 7월 4일   | 2021년 11월 22일           |
| 20         | 名探偵みのりん! 消えたメロンパン事件! 명탐정 노열매! 사라진 멜론빵 사건!                   | 2021년 7월 11일  | 2021년 11월 29일           |
| 21         | 夏休み! トロピカる部の合宿計画! 여름방학! 트로피컬부의 합숙 계획!                          | 2021년 7월 18일  | 2021년 11월 29일           |
| 22         | ヒミツの大冒険! 人魚の宝を探せ! 비밀의 대모험! 인어의 보물을 찾아라!                       | 2021년 8월 1일   | 2021년 12월 6일            |
| 23         | 南乃祭り! 教えて、ローラの願いごと! 남쪽섬 축제! 가르쳐 줘 로라 너의 소원을!               | 2021년 8월 8일   | 2021년 12월 6일            |
| 24         | 熱血バトル! トロピカる部VS生徒会 열혈배틀! 트로피컬부 VS 학생회                            | 2021년 8월 15일  | 2021년 12월 13일           |
| 25         | 桜川先生パワーアップ大作戦! 사쿠라가와 선생님 파워업 대작전!                               | 2021년 8월 22일  | 2021년 12월 13일           |
| 26         | 晴れわたれ! キラキラ☆流星群の夜! 맑음 기원! 반짝반짝 유성우 쏟아지는 밤!                   | 2021년 8월 29일  | 2021년 12월 20일           |
| 27         | やる気が消える? 水族館ふしぎツアー! 의욕이 사라져? 수족관 미스테리 투어!                   | 2021년 9월 5일   | 2021년 12월 20일           |
| 28         | 文化祭! 力あわせて、あおぞらメイク! 학교 축제! 힘을 모아서 푸른하늘 메이크 업!             | 2021년 9월 12일  | 2021년 12월 27일           |
| 29         | 甦る伝説! プリキュアおめかしアップ! 되살아나는 전설! 프리큐어 스타일 업!                   | 2021년 9월 19일  | 2021년 12월 27일           |
| 30         | 大選挙! ローラが生徒会長!? 선거! 로라가 학생회장!?                                         | 2021년 9월 26일  | 2022년 1월 3일             |
| 31         | トラブル列車! あすかの修学旅行! 트러블 열차! 나래의 수학여행!                              | 2021년 10월 3일  | 2022년 1월 3일             |
| 32         | 駆けろランウェイ! さんごのファッションショー! 런웨이를 달려라! 수정이의 패션쇼!            | 2021년 10월 10일 | 2022년 1월 10일            |
| 33         | Viva! 10本立てDEトロピカれ! Viva! 10가지 에피소드로 트로피컬해라!!                         | 2021년 10월 17일 | 2022년 1월 10일            |
| 34         | 夢は無限大! 大人になったら何になる? 꿈은 무한대! 어른이 되면 뭘 하고 싶어?                 | 2021년 10월 24일 | 2022년 1월 17일            |
| 35         | わくわくハロウィン! 負けるな、まなつ! 두근두근 핼러윈! 지지 마라 한여름!                   | 2021년 10월 31일 | 2022년 1월 17일            |
| 36         | 来たよ! 人魚の国・グランオーシャン! 왔어! 인어의 나라 그랑 오션!                           | 2021년 11월 14일 | 2022년 1월 24일            |
| 37         | 人魚の記憶! 海のリングを取り戻せ! 인어의 기적! 바다의 링을 되찾아라!                       | 2021년 11월 21일 | 2022년 1월 24일            |
| 38         | 決めろ! あすかの友情スマッシュ! 정해라! 나래의 우정의 스매시                               | 2021년 11월 28일 | 2022년 2월 7일             |
| 39         | みつけて! さんごのきらめく舞台 찾아라! 수정이의 반짝이는 스테이지!                         | 2021년 12월 5일  | 2022년 2월 7일             |
| 40         | 紡げ! みのりの新たな物語! 지어라! 열매의 새로운 스토리!                                    | 2021년 12월 12일 | 2022년 2월 14일            |
| 41         | 会議だよ! トロピカる部、集合～! 얘기해 보자! 트로피컬부 집합~!                             | 2021년 12월 19일 | 2022년 2월 14일            |
| 42         | 襲撃! 最強のヤラネーダ! 습격! 최강의 하지 않을랭                                           | 2021년 12월 26일 | 2022년 2월 21일            |
| 43         | 潜り込め! 深海の魔女やしき! 잠입! 바닷속 마녀의 저택!                                      | 2022년 1월 9일   | 2022년 2월 21일            |
| 44         | 魔女の一番大事なこと 마녀에게 가장 소중한 것!                                              | 2022년 1월 16일  | 2022년 2월 28일            |
| 45         | やる気大決戦! 輝け! トロピカルパラダイス! 의욕 대결전! 빛나라! 트로피컬 파라다이스!        | 2022년 1월 23일  | 2022년 2월 28일            |
| 최종화(46) | トロピカれ! わたしたちの今! 트로피컬해라! 우리의 지금!                                     | 2022년 1월 30일  | 2022년 2월 28일            |

### 결방 목록
- 2021년 11월 7일, 마라톤 생중계 결방 휴방되었다.
- 2022년 1월 2일, 새해 특집 결방 휴방되었다.

## 극장판
극장판 트로피컬 루즈! 프리큐어 눈의 프린세스와 기적의 반지!
2021년 10월 23일 공개. 큐어 라메르는 영화 첫 등장이다. 전작인 하트캐치 프리큐어!가 특별 등장했다.

### 크로스 오버 극장판
극장판 트로피컬 루즈! 쁘띠 프리큐어 뛰어들어라! 콜라보♡댄스 파티!
2021년 3월 20일 공개. 힐링굿♡ 프리큐어의 영화 작품인 《극장판 힐링굿♥프리큐어 꿈의 마을에서 큥!하고 GoGo! 대변신!!》와의 단편으로서 2작 동시 공개.
나만의 어린이 런치
2022년 9월 23일 공개 . 딜리셔스 파티♡프리큐어의 영화 《극장판 딜리셔스 파티♡프리큐어 꿈꾸는♡어린이 런치!》에 동시 공개하는 3DCG 단편 작품이다.
극장판 프리큐어 올스타즈 F
2023년 9월 15일 공개. 프리큐어 20주년 기념작이다.